# The southern harmony and musical companion
The southern harmony and musical companion is het tweede album van de Amerikaanse rockband The Black Crowes.
Dit album haalt hogere scores in de internationale hitlijsten dan alle andere albums van the Black Crowes en het album wordt ook erg gunstig beoordeeld in de professional ratings (review scores) van een aantal Engelstalige sites en tijdschriften
Op dit album staat een mengeling van stevige rocknummers, soul en blues met invloeden van bluesrock en  gospel. Alle nummers zijn geschreven door de broers Chris (zanger) en Rich (gitarist) Robinson behalve Time will tell, dat is geschreven door  de reggae muzikant Bob Marley voor zijn album Kaja (1978).

## Tracklist
1. Sting me (4:39)
2. Remedy (5:22)
3. Thorn in my pride (6:03)
4. Bad luck blue eyes goodbye (6:29)
5. Sometimes salvation (4:47)
6. Hotel illness (3:59)
7. Black moon creeping (4:59)
8. No speak no slave (4:01)
9. My morning song (6:14)
10. Time will tell – (Bob Marley) - (4:06)

## Muzikanten

### The Black Crowes
- Chris Robinson – zang, mondharmonica, percussie
- Rich Robinson – gitaar
- Johnny Colt - basgitaar
- Marc Ford - gitaar
- Steve Gornan - drums
- Eddie Harsch - elektrische piano, piano, orgel

Vanaf dit album is de band uitgebreid met keyboardspeler Eddie Harsch, die tot 2006 deel zou uitmaken van de band. Op dit album speelt Marc Ford leadgitaar, als vervanger van Jeff Cease. Hij speelt vanaf 2016 samen met enkele andere ex-leden van The Black Crowes in The Magpie Salute.

### Overige muzikanten
- Barbara en Joy - achtergrondzang
- Chris Trujillo – conga’s

## Productie
Dit album is geproduceerd door George Drakoulias en The Black Crowes. Geluidstechnicus was Brendan O'Brien 
Er zijn zes singles verschenen van dit album: Remedy, Thorn in my pride, Sting me, Hotel illness,  Bad luck blue eyes goodbye en Sometimes salvation.

## Waardering
De Amerikaanse site AllMusic heeft dit album gewaardeerd met vier en een halve ster (het maximum is vijf sterren).
Het album bereikte de eerste plaats in de Amerikaanse Billboard album200  en een tweede plaats in de albumlijsten van het Verenigd Koninkrijk en Canada. In Nederland behaalde dit album #17.
De singles Remedy, Thorn in my pride, Sting me en Hotel illness behaalden een eerste plaats in de US Mainstream Rock Charts. In Nederland behaalde het album #17 en de singles Remedy #19 en Hotel illness #24. Remedy behaalde in Nieuw-Zeeland #6 en in Noorwegen #7.